# Île Frégate (France)
Pour les articles homonymes, voir Île Frégate.
L'île Frégate est une île française située entre les îles de Saint-Martin et Saint-Barthélemy et rattachée à la collectivité de Saint-Barthélemy.
L'île est située au sud-est de l'île Fourchue. Elle appartient à la réserve naturelle nationale de Saint-Barthélemy qui a été créée en 1996 dans le but de conserver les récifs coralliens, les herbiers marins et la vie marine.

## Géographie
L'île Frégate est un îlot inhabité des Caraïbes. Située au nord de Saint-Barthélemy, elle en est l'une des îles satellites. De par sa forme, l'île Frégate a été décrite comme un « îlot jumeau ». Deuxième île la plus au nord-est d'une série, elle se situe entre l'île Chevreau et l'île Toc Vers. L'île Frégate est située à 1,1 km à l'ouest de l'île Toc Vers. Selon les informations de navigation, il est conseillé d'éviter de traverser le chenal entre les deux îlots. L'île Frégate est située dans la réserve naturelle nationale de Saint-Barthélemy, qui comprend également les Gros Îlets et le Pain de Sucre, les eaux entourant les îlots Fourchue et Toc Vers, ainsi qu'une partie de la baie du Colombier. Située du côté au vent de la réserve marine, elle est réputée pour la vie marine qui peut être observée en plongée avec tuba.

## Flore et faune
L'îlot élevé est caractérisé par une flore herbacée et arbustive. Sa zone protégée s'étend sur 1 200 hectares. L'avifaune de l'île comprenait une colonie de frégates, bien que celle-ci ait été considérablement réduite en raison du prélèvement d'œufs. Selon l'Union internationale pour la conservation de la nature, l'iguane des Petites Antilles (Iguana delicatissima) et l'iguane vert (Iguana iguana) ont été observés sur l'île Frégate. Le gecko Sphaerodactylus sputator a été observé sur l'île en 2012.